# المپیا (فیلم ۱۹۹۸)
«المپیا» (انگلیسی: Olympia (1998 film)) یک فیلم است که در سال ۱۹۹۸ منتشر شد.